# Quaestiones disputatae
Die Quaestiones disputatae (QD) sind eine wissenschaftliche Buchreihe, die aktuelle und kontroverse Themen der Theologie in der Breite der theologischen Disziplinen behandelt. Die Reihe, die im Verlag Herder erscheint, umfasst derzeit (Stand: Juli 2023) 332 Bände.

## Programmatik
In ihrer Einführung zur Reihe umschrieben Karl Rahner und Heinrich Schlier 1958 deren Zwecksetzung folgendermaßen: „Wir wollen wissenschaftliche Theologie treiben als katholische Theologen. Das und sonst gar nichts. Es handelt sich nicht um eine Schule, noch werden in der Kirche besondere geistespolitische Ziele verfolgt.“
Vor dem Hintergrund der damals vorherrschenden ungeschichtlich denkenden und als erstarrt wahrgenommenen neuscholastischen Schultheologie und wenige Jahre nach der Veröffentlichung der Enzyklika Humani generis (1950) Piusʼ XII. mit ihren antimodernistischen Verurteilungen der Nouvelle théologie präzisierten sie: „Wir sind … der Überzeugung, daß auch nach zweitausend Jahren christlicher Theologie deren wissenschaftliche Arbeit in ihrem Kern nicht ihrer eigenen Geschichte, sondern ihrer Sache gelten muß.“ Es sei „einfach falsch“, dass „die Theologie in ein Stadium der Endgültigkeit gekommen ist“, vielmehr gebe es echte Sachfragen, die in der Reihe adressiert werden sollen. Das impliziert „für die Frage nach der Sache“ notwendige historische Untersuchungen. Insbesondere gilt dies für die Reflexion auf die Bibel, die „für uns immer der erste Ausgangspunkt der theologischen Arbeit ist“. Das hier anklingende Programm eines „Zurück zu den Quellen“ zum Zwecke der Erneuerung der Theologie wurde wenige Jahre später vom Zweiten Vatikanischen Konzil rezipiert.
1985, angesichts einer neuerlichen konservativen Wende unter Johannes Paul II., machten die nachfolgenden Reihenherausgeber, Heinrich Fries und Rudolf Schnackenburg, sich dieses Anliegen zu eigen und betonten darüber hinaus im Geist des Konzils „das recht verstandene Aggiornamento“ als Kernanliegen der Reihe. „Dieses zeigt sich sowohl als Aufgabe der Vermittlung und Übersetzung [der Inhalte des Glaubens] in die jeweilige geschichtliche Stunde sowie auch dadurch, daß infolge neuer, aus der Geschichte und der Situation entstehender Fragestellungen die Theologie und ihre Sache neu befragt wird und den Rang einer Quaestio … erhält, deren Antwort nicht schon von vorneherein feststeht, sondern die durch Disputatio … gesucht wird.“
Heute versteht sich die Reihe in dieser Linie als „ein Forum wissenschaftlicher Theologie …, auf dem die relevanten Fragen über Gott und die Welt, die Kirche und den Glauben, die Menschen und ihre Zeit ohne Denkverbote so diskutiert werden, dass neue Einsichten gewonnen und neue Debatten angestoßen werden. Die Quaestiones disputatae sind eine katholisch geprägte Reihe, die ökumenisch engagiert, interreligiös kompetent und im säkularen Feld diskursiv präsent ist.“

## Herausgeber
Begründet wurde die Reihe 1958 von Karl Rahner und Heinrich Schlier. In deren Nachfolge wurde sie herausgegeben von Heinrich Fries (1985–1994), Rudolf Schnackenburg (1985–1996), Peter Hünermann (1994–2019), Thomas Söding (seit 1996) und Johanna Rahner (seit 2019). So wurde der Grundsatz, dass ein Tandem aus einem Exegeten und einem Dogmatiker (oder Fundamentaltheologen) die Reihe verantwortet, von Anbeginn bis heute durchgehalten.

## Bände der Reihe
| Verfasser / Herausgeber                                                               | Titel / Untertitel | Band-Nr. |
| ------------------------------------------------------------------------------------- | --- | -------- |
| Freitag, Josef; Söding, Thomas; Thönissen, Wolfgang (Hrsg.)                           | Kirche – Eucharistie – Gewissen. Eine katholische Orientierung im ökumenischen Horizont                                                                      | 340      |
| Brieden, Norbert; Hoff, Jonas Maria (Hrsg.)                                           | Gott – nur ein Konstrukt? Über konstruktivistisches Denken in der Theologie                                                                                  | 339      |
| Helmus, Caroline; Riedl, Anna Maria (Hrsg.)                                           | Theologie und Technik. Eine interdisziplinäre Zwischenbilanz                                                                                                 | 338      |
| Knop, Julia; Remenyi, Matthias; Sellmann, Matthias; Stein, Tine (Hrsg.)               | Synode als Chance. Zur Performativität synodaler Ereignisse                                                                                                  | 337      |
| Hahn, Judith; Loretan, Adrian (Verf.)                                                 | Kanonistik – Rechtswissenschaft oder Theologie? | 336      |
| Breul, Martin; Rediker, Benedikt; Schmidt, Benedikt (Hrsg.)                           | Zwischen Lebensform und Weltanschauung. Religiöse Gründe in der Öffentlichkeit                                                                               | 335      |
| Hoff, Gregor Maria; Knop, Julia (Hrsg.)                                               | Konstruierte Schöpfung. Ein theologisches Motiv auf dem Prüfstand                                                                                            | 334      |
| Lerch, Magnus; Stoll, Christian (Hrsg.)                                               | Religiöse Erfahrung. Bestandsaufnahmen und Perspektiven zu einer strittigen Kategorie                                                                        | 333      |
| Werner, Gunda; Wendel, Saskia; Scheiper, Jessica (Hrsg.)                              | Ewig wahr? Zur Genese und zum Anspruch von Glaubensüberzeugungen                                                                                             | 332      |
| Kopf, Simon Maria; Essen, Georg (Hrsg.)                                               | Vorsehung und Handeln Gottes. Analytische und kontinentale Perspektiven im Dialog                                                                            | 331      |
| Böttigheimer, Christoph; Fritz, Alexis (Hrsg.)                                        | Ein sinnvoller Plan Gottes? Von der Teleologie des göttlichen Willens                                                                                        | 330      |
| Breul, Martin; Viertbauer, Klaus (Hrsg.)                                              | Über das Unverfügbare. Im Gespräch mit Julian Nida-Rümelin                                                                                                   | 329      |
| Quisinsky, Michael; Ruhstorfer, Karlheinz (Hrsg.)                                     | Entgrenzung als Identität? Deutsch-französische Perspektiven für die Zukunft des Christentums in Europa                                                      | 328      |
| Huber, Konrad; Schmidt, Karl Matthias; Schreiber, Stefan (Hrsg.)                      | Geschlecht, Sexualität, Ehe. Sondierungen im Neuen Testament                                                                                                 | 327      |
| Collinet, Benedikt J.; Fischer, Georg (Hrsg.)                                         | Karl Rahner und die Bibel. Interdisziplinäre Perspektiven | 326      |
| Dahlke, Benjamin; Dockter, Cornelia; Langenfeld, Aaron (Hrsg.)                        | Christologie im Horizont pneumatologischer Neuaufbrüche. Bestandsaufnahmen und Perspektiven                                                                  | 325      |
| Buchinger, Harald; Kranemann, Benedikt; Zerfaß, Alexander (Hrsg.)                     | Liturgie – „Werk des Volkes“? Gelebte Religiosität als Thema der Liturgiewissenschaft                                                                        | 324      |
| Gruber, Judith; Hoff, Gregor Maria; Knop, Julia; Kranemann, Benedikt (Hrsg.)          | Laboratorium Weltkirche: Die Amazonien-Synode und ihre Potenziale                                                                                            | 322      |
| Dirscherl, Erwin; Weißer, Markus (Hrsg.)                                              | Wirksame Zeichen und Werkzeuge des Heils?: Aktuelle Anfragen an die traditionelle Sakramententheologie                                                       | 321      |
| Göcke, Benedikt Paul; Knapp, Markus (Hrsg.)                                           | Gotteserkenntnis und Gottesbeweis: Philosophische und theologische Zugänge                                                                                   | 320      |
| Eckholt, Margit; Rahner, Johanna (Hrsg.)                                              | Christusrepräsentanz: Zur aktuellen Debatte um die Zulassung von Frauen zum priesterlichen Amt                                                               | 319      |
| Becker, Patrick; Jöris, Steffen; Meuthrath, Annette (Hrsg.)                           | Die Seele: Genese, Vielfalt und Aktualität eines vergessenen Konzepts                                                                                        | 318      |
| Häfner, Gerd; Huber, Konrad; Schreiber, Stefan (Hrsg.)                                | Die historische Rückfrage in der neutestamentlichen Exegese: Quellen – Methoden – Konfliktfelder                                                             | 317      |
| Böttigheimer, Christoph; Dausner, René (Hrsg.)                                        | Die Erbsündenlehre in der modernen Freiheitsdebatte | 316      |
| Heidemann, Astrid (Hrsg.)                                                             | Lebensfülle – experimentelle Erprobungen eines theologischen Leitbegriffs                                                                                    | 315      |
| Höhn, Hans Joachim; Wendel, Saskia; Reimann, Gregor; Tappen, Julian (Hrsg.)           | Analytische und Kontinentale Theologie im Dialog | 314      |
| Kopp, Stefan; Kranemann, Benedikt (Hrsg.)                                             | Gottesdienst und Kirchenbilder: Theologische Neuakzentuierungen                                                                                              | 313      |
| Jürgens, Benedikt; Sellmann, Matthias (Hrsg.)                                         | Wer entscheidet, wer was entscheidet?: Zum Reformbedarf kirchlicher Führungspraxis                                                                           | 312      |
| Graulich, Markus; Rahner, Johanna (Hrsg.)                                             | Synodalität in der katholischen Kirche: Die Studie der Internationalen Theologischen Kommission im Diskurs                                                   | 311      |
| Könemann, Judith; Seewald, Michael (Hrsg.)                                            | Wandel als Thema religiöser Selbstdeutung: Perspektiven aus Judentum, Christentum und Islam                                                                  | 310      |
| Hilpert, Konrad; Leimgruber, Stephan; Sautermeister, Jochen; Werner, Gunda (Hrsg.)    | Sexueller Missbrauch von Kindern und Jugendlichen im Raum von Kirche: Analysen – Bilanzierungen – Perspektiven                                               | 309      |
| Hoff, Gregor Maria; Knop, Julia; Kranemann, Benedikt (Hrsg.)                          | Amt - Macht - Liturgie: Theologische Zwischenrufe für eine Kirche auf dem Synodalen Weg                                                                      | 308      |
| Lüke, Ulrich; Souvignier, Georg (Hrsg.)                                               | Der Mensch – ein Tier. Und sonst?: Interdisziplinäre Annäherungen                                                                                            | 307      |
| Kopp, Stefan (Hrsg.)                                                                  | Kirche im Wandel: Ekklesiale Identität und Reform | 306      |
| Knop, Julia; Kranemann, Benedikt (Hrsg.)                                              | Segensfeiern in der offenen Kirche: Neue Gottesdienstformen in theologischer Reflexion                                                                       | 305      |
| Slunitschek, Agnes; Bremer, Thomas (Hrsg.)                                            | Der Glaubenssinn der Gläubigen als Ort theologischer Erkenntnis: Praktische und systematische Theologie im Gespräch                                          | 304      |
| Althaus, Rüdiger; Schmidt, Jochen (Hrsg.)                                             | Staat und Religion: Aspekte einer sensiblen Verhältnisbestimmung                                                                                             | 303      |
| Oberdorfer, Bernd; Söding, Thomas (Hrsg.)                                             | Wachsende Zustimmung und offene Fragen: Die Gemeinsame Erklärung zur Rechtfertigungslehre im Licht ihrer Wirkung                                             | 302      |
| Hornung, Christian; Merkt, Andreas; Weckwerth, Andreas (Hrsg.)                        | Bischöfe zwischen Autarkie und Kollegialität: Variationen eines Spannungsverhältnisses                                                                       | 301      |
| Rahner, Johanna; Söding, Thomas (Hrsg.)                                               | Kirche und Welt – ein notwendiger Dialog: Stimmen katholische Theologie                                                                                      | 300      |
| Grümme, Bernhard (Verf. )                                                             | Religionspädagogische Denkformen: eine kritische Revision im Kontext von Heterogenität                                                                       | 299      |
| Söding, Thomas; Thönissen, Wolfgang (Hrsg.)                                           | Eucharistie – Kirche – Ökumene: Aspekte und Hintergründe des Kommunionstreits                                                                                | 298      |
| Knop, Julia (Hrsg.)                                                                   | Die Gottesfrage zwischen Umbruch und Abbruch: Theologie und Pastoral unter säkularen Bedingungen                                                             | 297      |
| Rothenbusch, Ralf; Ruhstorfer, Karlheinz (Hrsg.)                                      | Eingegeben von Gott: zur Inspiration der Bibel und ihrer Geltung heute                                                                                       | 296      |
| Kreutzer, Ansgar; Sander, Hans-Joachim (Hrsg.)                                        | Religion und soziale Distinktion: Resonanzen Pierre Bourdieus in der Theologie                                                                               | 295      |
| Essen, Georg; Frevel, Christian (Hrsg.)                                               | Theologie der Geschichte – Geschichte der Theologie | 294      |
| Lüke, Ulrich; Peters, Hildegard (Hrsg.)                                               | Wissenschaft – Wahrheit – Weisheit: theologische Standortbestimmungen                                                                                        | 293      |
| Häfner, Gerd; Huber, Konrad; Schreiber, Stefan (Hrsg.)                                | Kontexte neutestamentlicher Christologien | 292      |
| Kirschner, Martin; Ruhstorfer, Karlheinz (Hrsg.)                                      | Die gegenwärtige Krise Europas: theologische Antwortversuche                                                                                                 | 291      |
| Himmelbauer, Markus; Jäggle, Martin; Siebenrock, Roman A.; Treitler, Wolfgang (Hrsg.) | Erneuerung der Kirchen: Perspektiven aus dem christlich-jüdischen Dialog                                                                                     | 290      |
| Gerhards, Albert; Kranemann, Benedikt (Hrsg.)                                         | Dynamik und Diversität des Gottesdienstes: Liturgiegeschichte in neuem Licht                                                                                 | 289      |
| Reményi, Matthias; Wendel, Saskia (Hrsg.)                                             | Die Kirche als Leib Christi: Geltung und Grenze einer umstrittenen Metapher                                                                                  | 288      |
| Graulich, Markus; Weimann, Ralph (Hrsg.)                                              | Ewige Ordnung in sich verändernder Gesellschaft?: das göttliche Recht im theologischen Diskurs                                                               | 287      |
| Kläden, Tobias; Schüßler, Michael (Hrsg.)                                             | Zu schnell für Gott?: theologische Kontroversen zu Beschleunigung und Resonanz                                                                               | 286      |
| Kruck, Günter; Valentin, Joachim (Hrsg.)                                              | Rationalitätstypen in der Theologie | 285      |
| Söding, Thomas; Oberdorfer, Bernd (Hrsg.)                                             | Kontroverse Freiheit: die Impulse der Ökumene | 284      |
| Krieger, Gerhard (Hrsg.)                                                              | Zur Zukunft der Theologie in Kirche, Universität und Gesellschaft                                                                                            | 283      |
| Kraschl, Dominikus (Verf.)                                                            | Indirekte Gotteserfahrung: ihre Natur und Bedeutung für die theologische Erkenntnislehre                                                                     | 282      |
| Söding, Thomas (Hrsg.)                                                                | Der Spürsinn des Gottesvolkes: eine Diskussion mit der Internationalen Theologischen Kommission                                                              | 281      |
| Ruhstorfer, Karlheinz (Hrsg.)                                                         | Das Ewige im Fluss der Zeit: der Gott, den wir brauchen | 280      |
| Ebner, Martin; Häfner, Gerd; Huber, Konrad (Hrsg.)                                    | Kontroverse Stimmen im Kanon | 279      |
| Appel, Kurt; Dirscherl, Erwin (Hrsg.)                                                 | Das Testament der Zeit: die Apokalyptik und ihre gegenwärtige Rezeption                                                                                      | 278      |
| Swarat, Uwe; Söding, Thomas (Hrsg.)                                                   | Heillos gespalten? Segensreich erneuert?: 500 Jahre Reformation in der Vielfalt ökumenischer Perspektiven                                                    | 277      |
| Böttigheimer, Christoph (Hrsg.)                                                       | Globalität und Katholizität: Weltkirchlichkeit unter den Bedingungen des 21. Jahrhunderts                                                                    | 276      |
| Dalferth, Ingolf U.; Peng-Keller, Simon (Hrsg.)                                       | Beten als verleiblichtes Verstehen: neue Zugänge zu einer Hermeneutik des Gebets                                                                             | 275      |
| Hünermann, Peter (Verf.)                                                              | Sprache des Glaubens – Sprache des Lehramts – Sprache der Theologie: eine geschichtliche Orientierung                                                        | 274      |
| Frevel, Christian (Hrsg.)                                                             | Mehr als zehn Worte?: zur Bedeutung des Alten Testaments in ethischen Fragen                                                                                 | 273      |
| Lüke, Ulrich; Souvignier, Georg (Hrsg.)                                               | Schuld – überholte Kategorie oder menschliches Existential?: interdisziplinäre Annäherungen                                                                  | 272      |
| Appel, Kurt (Hrsg.)                                                                   | Preis der Sterblichkeit: Christentum und Neuer Humanismus | 271      |
| Bruckmann, Florian (Hrsg.)                                                            | Phänomenologie der Gabe: neue Zugänge zum Mysterium der Eucharistie                                                                                          | 270      |
| Ebner, Martin; Häfner, Gerd; Huber, Konrad (Hrsg.)                                    | Der erste Petrusbrief: frühchristliche Identität im Wandel                                                                                                   | 269      |
| Söding, Thomas (Hrsg.)                                                                | Die Rolle der Theologie in der Kirche: die Debatte über das Dokument der Theologenkommission                                                                 | 268      |
| Hilpert, Konrad; Sautermeister, Jochen (Hrsg.)                                        | Organspende – Herausforderung für den Lebensschutz | 267      |
| Lehmann, Karl; Rothenbusch, Ralf (Hrsg.)                                              | Gottes Wort in Menschenwort: die eine Bibel als Fundament der Theologie                                                                                      | 266      |
| Kläden, Tobias (Hrsg.)                                                                | Worauf es letztlich ankommt: interdisziplinäre Zugänge zur Eschatologie                                                                                      | 265      |
| Graulich, Markus; Seidnader, Martin (Hrsg.)                                           | Zwischen Jesu Wort und Norm: kirchliches Handeln angesichts von Scheidung und Wiederheirat                                                                   | 264      |
| Möde, Erwin (Hrsg.)                                                                   | Europa braucht Spiritualität | 263      |
| Siebenrock, Roman; Amor, Christoph J. (Hrsg.)                                         | Handeln Gottes: Beiträge zur aktuellen Debatte | 262      |
| Böttigheimer, Christoph (Hrsg.)                                                       | Zweites Vatikanisches Konzil: Programmatik – Rezeption – Vision                                                                                              | 261      |
| Merkt, Andreas; Wassilowsky, Günther; Wurst, Gregor (Hrsg.)                           | Reformen in der Kirche: historische Perspektiven | 260      |
| Bremer, Thomas; Wernsmann, Maria (Hrsg.)                                              | Ökumene – überdacht: Reflexionen und Realitäten im Umbruch                                                                                                   | 259      |
| Kreutzer, Ansgar; Gruber, Franz (Hrsg.)                                               | Im Dialog: systematische Theologie und Religionssoziologie                                                                                                   | 258      |
| Swarat, Uwe; Söding, Thomas (Hrsg.)                                                   | Gemeinsame Hoffnung – über den Tod hinaus: Eschatologie im ökumenischen Gespräch                                                                             | 257      |
| Eisele, Wilfried (Hrsg.)                                                              | Gott bitten?: theologische Zugänge zum Bittgebet | 256      |
| Vogt, Markus (Hrsg.)                                                                  | Theologie der Sozialethik | 255      |
| Fischer, Irmtraud (Hrsg.)                                                             | Macht – Gewalt – Krieg im alten Testament: gesellschaftliche Problematik und das Problem ihrer Repräsentation                                                | 254      |
| Schmeller, Thomas; Ebner, Martin; Hoppe, Rudolf (Hrsg.)                               | Die Offenbarung des Johannes: Kommunikation im Konflikt | 253      |
| Sievernich, Michael; Wenzel, Knut (Hrsg.)                                             | Aufbruch in die Urbanität: theologische Reflexion kirchlichen Handelns in der Stadt                                                                          | 252      |
| Knoepffler, Nikolaus (Verf.)                                                          | Der Beginn der menschlichen Person und bioethische Konfliktfälle: Anfragen an das Lehramt                                                                    | 251      |
| Dalferth, Ingolf U.; Peng-Keller, Simon (Hrsg.)                                       | Gottvertrauen: die ökumenische Diskussion um die fiducia | 250      |
| Lüke, Ulrich; Souvignier, Georg (Hrsg.)                                               | Evolution der Offenbarung – Offenbarung der Evolution | 249      |
| Böttigheimer, Christoph (Hrsg.)                                                       | Glaubensverantwortung im Horizont der Zeichen der Zeit | 248      |
| Mette, Norbert; Sellmann, Matthias (Hrsg.)                                            | Religionsunterricht als Ort der Theologie | 247      |
| Arens, Edmund (Hrsg.)                                                                 | Gegenwart: Ästhetik trifft Theologie | 246      |
| Böhnke, Michael; Kattan, Assaad Elias; Oberdorfer, Bernd (Hrsg.)                      | Die Filioque-Kontroverse: historische, ökumenische und dogmatische Perspektiven 1200 Jahre nach der Aachener Synode                                          | 245      |
| Herzgsell, Johannes; Perčič, Janez (Hrsg.)                                            | Religion und Rationalität | 244      |
| Güthoff, Elmar; Häring, Stephan; Pree, Helmuth (Hrsg.)                                | Der Kirchenaustritt im staatlichen und kirchlichen Recht | 243      |
| Römelt, Josef (Verf.)                                                                 | Der kulturwissenschaftliche Anspruch der theologischen Ethik                                                                                                 | 242      |
| Hilpert, Konrad (Hrsg.)                                                               | Zukunftshorizonte katholischer Sexualethik | 241      |
| Franz, Albert; Maaß, Clemens (Hrsg.)                                                  | Diesseits des Schweigens: heute von Gott sprechen | 240      |
| Schmeller, Thomas (Hrsg.)                                                             | Neutestamentliche Ämtermodelle im Kontext | 239      |
| Frankemölle, Hubert (Hrsg.)                                                           | Das Heil der Anderen: Problemfeld Judenmission | 238      |
| Frevel, Christian (Hrsg.)                                                             | Biblische Anthropologie: neue Einsichten aus dem Alten Testament                                                                                             | 237      |
| Hünermann, Peter (Hrsg.)                                                              | Exkommunikation oder Kommunikation?: der Weg der Kirche nach dem II. Vatikanum und die Pius-Brüder                                                           | 236      |
| Miggelbrink, Ralf (Verf.)                                                             | Lebensfülle: für die Wiederentdeckung einer theologischen Kategorie                                                                                          | 235      |
| Arens, Edmund (Hrsg.)                                                                 | Zeit denken: Eschatologie im interdisziplinären Diskurs | 234      |
| Hilpert, Konrad (Hrsg.)                                                               | Forschung contra Lebensschutz?: der Streit um die Stammzellforschung                                                                                         | 233      |
| Armbruster, Klemens (Hrsg.)                                                           | Bereit wozu? Geweiht für was?: zur Diskussion um den ständigen Diakonat                                                                                      | 232      |
| Hoping, Helmut (Hrsg.)                                                                | Unheilvolles Erbe?: zur Theologie der Erbsünde | 231      |
| Demel, Sabine (Verf.)                                                                 | Zur Verantwortung berufen: Nagelproben des Laienapostolats                                                                                                   | 230      |
| Groen, Bert (Hrsg.)                                                                   | Liturgie und Trinität | 229      |
| Bormann, Franz-Josef; Irlenborn, Bernd (Hrsg.)                                        | Religiöse Überzeugungen und öffentliche Vernunft: zur Rolle des Christentums in der pluralistischen Gesellschaft                                             | 228      |
| Held, Klaus (Hrsg.)                                                                   | Phänomenologie und Theologie | 227      |
| Halbmayr, Alois; Hoff, Gregor Maria (Hrsg.)                                           | Negative Theologie heute?: zum aktuellen Stellenwert einer umstrittenen Tradition                                                                            | 226      |
| Hoppe, Rudolph; Söding, Thomas (Hrsg.)                                                | Geist im Buchstaben?: neue Ansätze in der Exegese | 225      |
| Walter, Peter (Hrsg.)                                                                 | Gottesrede in postsäkularer Kultur | 224      |
| Bujo, Bénézet (Verf.)                                                                 | Plädoyer für ein neues Modell von Ehe und Sexualität: afrikanische Anfragen an das westliche Christentum                                                     | 223      |
| Meier-Hamidi, Frank; Schumacher, Ferdinand (Hrsg.)                                    | Der Theologe Joseph Ratzinger | 222      |
| Ebner, Martin (Hrsg.)                                                                 | Herrenmahl und Gruppenidentität | 221      |
| Römelt, Josef (Verf.)                                                                 | Menschenwürde und Freiheit: Rechtsethik und Theologie des Rechts jenseits von Naturrecht und Positivismus                                                    | 220      |
| Riedel-Spangenberger, Ilona (Hrsg.)                                                   | Rechtskultur in der Diözese: Grundlagen und Perspektiven | 219      |
| Kranemann, Benedikt (Hrsg.)                                                           | Die diakonale Dimension der Liturgie | 218      |
| Hilpert, Konrad; Mieth, Dietmar (Hrsg.)                                               | Kriterien biomedizinischer Ethik: theologische Beiträge zum gesellschaftlichen Diskurs                                                                       | 217      |
| Walter, Peter (Hrsg.)                                                                 | Das Gewaltpotential des Monotheismus und der dreieine Gott                                                                                                   | 216      |
| Busse, Ulrich (Hrsg.)                                                                 | Die Bedeutung der Exegese für Theologie und Kirche | 215      |
| Hoping, Helmut; Tück, Jan-Heiner (Hrsg.)                                              | Streitfall Christologie: Vergewisserungen nach der Shoah | 214      |
| Schöndorf, Harald (Hrsg.)                                                             | Die philosophischen Quellen der Theologie Karl Rahners | 213      |
| Frevel, Christian (Hrsg.)                                                             | Die zehn Worte: der Dekalog als Testfall der Pentateuchkritik                                                                                                | 212      |
| Söding, Thomas (Verf.)                                                                | Einheit der Heiligen Schrift?: zur Theologie des biblischen Kanons                                                                                           | 211      |
| Striet, Magnus (Hrsg.)                                                                | Monotheismus Israels und christlicher Trinitätsglaube | 210      |
| Irsigler, Hubert (Hrsg.)                                                              | Mythisches in biblischer Bildsprache: Gestalt und Verwandlung in Prophetie und Psalmen                                                                       | 209      |
| Gerhards, Albert; Henrix, Hans Hermann (Hrsg.)                                        | Dialog oder Monolog?: zur liturgischen Beziehung zwischen Judentum und Christentum                                                                           | 208      |
| Wassilowsky, Günther (Hrsg.)                                                          | Zweites Vatikanum: vergessene Anstöße, gegenwärtige Fortschreibungen                                                                                         | 207      |
| Sellmann, Matthias (Hrsg.)                                                            | Deutschland – Missionsland | 206      |
| Neuner, Peter (Hrsg.)                                                                 | Naturalisierung des Geistes – Sprachlosigkeit der Theologie?: die Mind-brain-Debatte und das christliche Menschenbild                                        | 205      |
| Sedmak, Clemens (Verf.)                                                               | Katholisches Lehramt und Philosophie: eine Verhältnisbestimmung                                                                                              | 204      |
| Söding, Thomas (Hrsg.)                                                                | Das Johannesevangelium – Mitte oder Rand des Kanons?: neue Standortbestimmungen                                                                              | 203      |
| Neuhaus, Gerd (Verf.)                                                                 | Frömmigkeit der Theologie: zur Logik der offenen Theodizeefrage                                                                                              | 202      |
| Busse, Ulrich (Hrsg.)                                                                 | Der Gott Israels im Zeugnis des Neuen Testaments | 201      |
| Hünermann, Peter; Söding, Thomas (Hrsg.)                                              | Methodische Erneuerung der Theologie: Konsequenzen der wiederentdeckten jüdisch-christlichen Gemeinsamkeiten                                                 | 200      |
| Fürst, Walter (Hrsg.)                                                                 | Pastoralästhetik: die Kunst der Wahrnehmung und Gestaltung in Glaube und Kirche                                                                              | 199      |
| Riedel-Spangenberger, Ilona (Hrsg.)                                                   | Leitungsstrukturen der katholischen Kirche: kirchenrechtliche Grundlagen und Reformbedarf                                                                    | 198      |
| Scheidler, Monika (Hrsg.)                                                             | Theologie lehren: Hochschuldidaktik und Reform der Theologie                                                                                                 | 197      |
| Söding, Thomas (Hrsg.)                                                                | Ist der Glaube Feind der Freiheit?: die neue Debatte um den Monotheismus                                                                                     | 196      |
| Neuner, Peter (Hrsg.)                                                                 | Glaubenswissenschaft?: Theologie im Spannungsfeld von Glaube, Rationalität und Öffentlichkeit                                                                | 195      |
| Kranemann, Benedikt (Hrsg.)                                                           | Wie das Wort Gottes feiern?: der Wortgottesdienst als theologische Herausforderung                                                                           | 194      |
| Riedel-Spangenberger, Ilona (Hrsg.)                                                   | Die Aufhebung diktatorischer Unrechtsurteile | 193      |
| Franz, Albert (Hrsg.)                                                                 | Was ist heute noch katholisch?: zum Streit um die innere Einheit und Vielfalt der Kirche                                                                     | 192      |
| Keel, Othmar (Hrsg.)                                                                  | Gottesstadt und Gottesgarten: zu Geschichte und Theologie des Jerusalemer Tempels                                                                            | 191      |
| Beutler, Johannes (Hrsg.)                                                             | Der neue Mensch in Christus: hellenistische Anthropologie und Ethik im Neuen Testament                                                                       | 190      |
| Angenendt, Arnold (Verf.)                                                             | Liturgik und Historik: gab es eine organische Liturgie-Entwicklung?                                                                                          | 189      |
| Quinn, John Raphael (Verf.)                                                           | Die Reform des Papsttums | 188      |
| Pesch, Rudolf (Verf.)                                                                 | Die biblischen Grundlagen des Primats | 187      |
| Gerhards, Albert; Klemens, Richter (Hrsg.)                                            | Das Opfer: biblischer Anspruch und liturgische Gestalt | 186      |
| Hossfeld, Frank-Lothar (Hrsg.)                                                        | Wieviel Systematik erlaubt die Schrift?: auf der Suche nach einer gesamtbiblischen Theologie                                                                 | 185      |
| Wagner, Harald (Hrsg.)                                                                | Einheit – aber wie?: zur Tragfähigkeit der ökumenischen Formel vom differenzierten Konsens                                                                   | 184      |
| Arens, Edmund; Hoping, Helmut (Hrsg.)                                                 | Wieviel Theologie verträgt die Öffentlichkeit? | 183      |
| Bujo, Bénézet (Verf.)                                                                 | Wider den Universalanspruch westlicher Moral: Grundlagen afrikanischer Ethik                                                                                 | 182      |
| Ruster, Thomas (Verf.)                                                                | Der verwechselbare Gott: Theologie nach der Entflechtung von Christentum und Religion                                                                        | 181      |
| Söding, Thomas (Hrsg.)                                                                | Worum geht es in der Rechtfertigungslehre?: das biblische Fundament der Gemeinsamen Erklärung von katholischer Kirche und Lutherischem Weltbund              | 180      |
| Pottmeyer, Hermann Josef (Verf.)                                                      | Die Rolle des Papsttums im dritten Jahrtausend | 179      |
| Sander, Hans-Joachim (Verf.)                                                          | Macht in der Ohnmacht: eine Theologie der Menschenrechte | 178      |
| Beinert, Wolfgang (Hrsg.); Ratzinger, Joseph                                          | Gott – ratlos vor dem Bösen? | 177      |
| Hilberath, Bernd Jochen (Hrsg.)                                                       | Communio – Ideal oder Zerrbild von Kommunikation? | 176      |
| Neuhaus, Gerd (Verf.)                                                                 | Kein Weltfrieden ohne christlichen Absolutheitsanspruch: eine religionstheologische Auseinandersetzung mit Hans Küngs Projekt Weltethos                      | 175      |
| Faulhaber, Theo; Stillfried, Bernhard (Hrsg.)                                         | Wenn Gott verloren geht: die Zukunft des Glaubens in der säkularisierten Gesellschaft                                                                        | 174      |
| Franz, Albert (Hrsg.)                                                                 | Bindung an die Kirche oder Autonomie?: Theologie im gesellschaftlichen Diskurs                                                                               | 173      |
| Frankemölle, Hubert (Hrsg.)                                                           | Der ungekündigte Bund?: Antworten des Neuen Testaments | 172      |
| Klöckener, Martin; Richter, Klemens (Hrsg.)                                           | Wie weit trägt das gemeinsame Priestertum?: liturgischer Leitungsdienst zwischen Ordination und Beauftragung                                                 | 171      |
| Schwager, Raymund (Hrsg.)                                                             | Relativierung der Wahrheit?: kontextuelle Christologie auf dem Prüfstand                                                                                     | 170      |
| Wagner, Harald (Hrsg.)                                                                | Mit Gott streiten: neue Zugänge zum Theodizee-Problem | 169      |
| Kreiner, Armin (Verf.)                                                                | Gott im Leid: zur Stichhaltigkeit der Theodizee-Argumente | 168      |
| Biesinger, Albert (Hrsg.)                                                             | Gott – mehr als Ethik?: der Streit um LER und Religionsunterricht                                                                                            | 167      |
| Fürst, Gebhard (Hrsg.)                                                                | Dialog als Selbstvollzug der Kirche? | 166      |
| Hünermann, Peter (Hrsg.)                                                              | Gott – ein Fremder in unserem Haus?: die Zukunft des Glaubens in Europa                                                                                      | 165      |
| Schmitz, Philipp (Verf.)                                                              | Fortschritt ohne Grenzen?: christliche Ethik und technische Allmacht                                                                                         | 164      |
| Schulz, Hans-Joachim (Verf.)                                                          | Bekenntnis statt Dogma: Kriterien der Verbindlichkeit kirchlicher Lehre                                                                                      | 163      |
| Maier, Hans (Hrsg.)                                                                   | Das Kreuz im Widerspruch: der Kruzifix-Beschluss des Bundesverfassungsgerichts in der Kontroverse                                                            | 162      |
| Frankemölle, Hubert (Hrsg.)                                                           | Sünde und Erlösung im Neuen Testament | 161      |
| Schwager, Raymund (Hrsg.)                                                             | Christus allein?: Der Streit um die pluralistische Religionstheologie                                                                                        | 160      |
| Richter, Klemens; Kranemann, Benedikt (Hrsg.)                                         | Christologie der Liturgie: der Gottesdienst der Kirche – Christusbekenntnis und Sinaibund                                                                    | 159      |
| Stubenrauch, Bertram (Verf.)                                                          | Dialogisches Dogma: der christliche Auftrag zur interreligiösen Begegnung                                                                                    | 158      |
| Schneider, Theodor (Hrsg.)                                                            | Geschieden, wiederverheiratet, abgewiesen?: Antworten der Theologie                                                                                          | 157      |
| Arens, Edmund (Hrsg.)                                                                 | Anerkennung der anderen: eine theologische Grunddimension interkultureller Kommunikation                                                                     | 156      |
| Verweyen, Hansjürgen (Hrsg.)                                                          | Osterglaube ohne Auferstehung?: Diskussion mit Gerd Lüdemann                                                                                                 | 155      |
| Höhn, Hans-Joachim (Verf.)                                                            | Gegenmythen: religionsproduktive Tendenzen der Gegenwart | 154      |
| Mieth, Dietmar (Hrsg.)                                                                | Moraltheologie im Abseits?: Antwort auf die Enzyklika Veritatis splendor                                                                                     | 153      |
| Vögtle, Anton (Verf.)                                                                 | Die Gretchenfrage des Menschensohnproblems: Bilanz und Perspektive                                                                                           | 152      |
| Wiederkehr, Dietrich (Hrsg.)                                                          | Der Glaubenssinn des Gottesvolkes – Konkurrent oder Partner des Lehramts?                                                                                    | 151      |
| Klauck, Hans-Josef (Hrsg.)                                                            | Weltgericht und Weltvollendung: Zukunftsbilder im Neuen Testament                                                                                            | 150      |
| Schmitz, Philipp (Verf.)                                                              | Wohin treibt die Politik?: Über die Notwendigkeit von Ethik                                                                                                  | 149      |
| Cordes, Paul Josef (Verf.)                                                            | Communio – Utopie oder Programm? | 148      |
| Döring, Heinrich; Kreiner, Armin; Schmidt-Leukel, Perry (Mitwirkende)                 | Den Glauben denken: neue Wege der Fundamentaltheologie | 147      |
| Zenger, Erich (Hrsg.)                                                                 | Der neue Bund im alten: Studien zur Bundestheologie der beiden Testamente                                                                                    | 146      |
| Schulz, Hans-Joachim (Verf.)                                                          | Die apostolische Herkunft der Evangelien: zum Ursprung der Evangelienreform in der urgemeindlichen Paschafeier                                               | 145      |
| Hünermann, Peter (Hrsg.)                                                              | Das neue Europa: Herausforderungen für Kirche und Theologie                                                                                                  | 144      |
| Brück, Michael; Werbick, Jürgen (Hrsg.)                                               | Der einzige Weg zum Heil?: Die Herausforderung des christlichen Absolutheitsanspruchs durch pluralistische Religionstheologien                               | 143      |
| Dalferth, Ingolf U. (Verf.)                                                           | Jenseits von Mythos und Logos: die christologische Transformation der Theologie                                                                              | 142      |
| Gabriel, Karl (Verf.)                                                                 | Christentum zwischen Tradition und Postmoderne | 141      |
| Sternberg, Thomas (Hrsg.)                                                             | Neue Formen der Schriftauslegung? | 140      |
| Arens, Edmund (Verf.)                                                                 | Christopraxis: Grundzüge theologischer Handlungstheorie | 139      |
| Klauck, Hans-Josef (Hrsg.)                                                            | Monotheismus und Christologie: zur Gottesfrage im hellenistischen Judentum und im Urchristentum                                                              | 138      |
| Dohmen, Christoph; Oeming, Manfred (Verf.)                                            | Biblischer Kanon, warum und wozu?: Eine Kanontheologie | 137      |
| Kerber, Walter (Hrsg.)                                                                | Soziales Denken in einer zerrissenen Welt: Anstöße der katholischen Soziallehre in Europa                                                                    | 136      |
| Wacker, Marie-Theres; Zenger, Erich (Hrsg.)                                           | Der eine Gott und die Göttin: Gottesvorstellungen des biblischen Israel im Horizont feministischer Theologie                                                 | 135      |
| Keel, Othmar; Uehlinger, Christoph (Verf.)                                            | Göttinnen, Götter und Gottessymbole: neue Erkenntnisse zur Religionsgeschichte Kanaans und Israels aufgrund bislang unerschlossener ikonographischer Quellen | 134      |
| Wiederkehr, Dietrich (Hrsg.)                                                          | Wie geschieht Tradition?: Überlieferung im Lebensprozess der Kirche                                                                                          | 133      |
| Schlemmer, Karl (Hrsg.)                                                               | Gemeinsame Liturgie in getrennten Kirchen? | 132      |
| Beinert, Wolfgang (Hrsg.)                                                             | Glaube als Zustimmung: zur Interpretation kirchlicher Rezeptionsvorgänge                                                                                     | 131      |
| Dalferth, Ingolf U. (Verf.)                                                           | Kombinatorische Theologie: Probleme theologischer Rationalität                                                                                               | 130      |
| Werbick, Jürgen (Hrsg.)                                                               | Offenbarungsanspruch und fundamentalistische Versuchung | 129      |
| Khoury, Adel Theodor (Hrsg.)                                                          | Glauben durch Lesen?: Für eine christliche Lesekultur | 128      |
| Gerhards, Albert (Hrsg.)                                                              | Die größere Hoffnung der Christen: eschatologische Vorstellungen im Wandel                                                                                   | 127      |
| Kertelge, Karl (Hrsg.)                                                                | Metaphorik und Mythos im Neuen Testament | 126      |
| Bresch, Carsten (Hrsg.)                                                               | Kann man Gott aus der Natur erkennen?: Evolution als Offenbarung                                                                                             | 125      |
| Heinz, Hanspeter (Hrsg.)                                                              | Versöhnung in der jüdischen und christlichen Liturgie | 124      |
| Richter, Klemens (Hrsg.)                                                              | Der Umgang mit den Toten: Tod und Bestattung in der christlichen Gemeinde                                                                                    | 123      |
| Schlemmer, Karl (Hrsg.)                                                               | Gottesdienst – Weg zur Einheit: Impulse für die Ökumene | 122      |
| Schneider, Theodor (Hrsg.)                                                            | Mann und Frau – Grundproblem theologischer Anthropologie | 121      |
| Richter, Klemens (Hrsg.)                                                              | Eheschließung – mehr als ein rechtlich Ding? | 120      |
| Müller, Gerhard Ludwig (Verf.)                                                        | Was heißt: Geboren von der Jungfrau Maria?: Eine theologische Deutung                                                                                        | 119      |
| Wagner, Harald (Hrsg.)                                                                | Ars moriendi: Erwägungen zur Kunst des Sterbens | 118      |
| Ratzinger, Joseph (Hrsg.)                                                             | Schriftauslegung im Widerstreit | 117      |
| Zerfaß, Rolf (Hrsg.)                                                                  | Erzählter Glaube – erzählende Kirche | 116      |
| Schneider, Theodor; Ullrich, Lothar (Hrsg.)                                           | Vorsehung und Handeln Gottes | 115      |
| Moltmann, Jürgen (Verf.)                                                              | Was ist heute Theologie?: 2 Beiträge zu ihrer Vergegenwärtigung                                                                                              | 114      |
| Görres, Albert (Hrsg.)                                                                | Tiefenpsychologische Deutung des Glaubens?: Anfragen an Eugen Drewermann                                                                                     | 113      |
| Kertelge, Karl (Hrsg.)                                                                | Der Prozess gegen Jesus: historische Rückfrage und theologische Deutung                                                                                      | 112      |
| Klauck, Hans-Josef (Verf.)                                                            | Judas – ein Jünger des Herrn | 111      |
| Schreiner, Josef (Hrsg.)                                                              | Unterwegs zur Kirche: alttestamentliche Konzeptionen | 110      |
| Hünermann, Peter (Hrsg.)                                                              | Theorie der Sprachhandlungen und heutige Ekklesiologie: ein philosophisch-theologisches Gespräch                                                             | 109      |
| Kertelge, Karl (Hrsg.)                                                                | Das Gesetz im Neuen Testament | 108      |
| Richter, Klemens (Hrsg.)                                                              | Liturgie – ein vergessenes Thema der Theologie? | 107      |
| Breuning, Wilhelm (Hrsg.)                                                             | Seele: Problembegriff christlicher Eschatologie | 106      |
| Oberlinner, Lorenz (Hrsg.)                                                            | Auferstehung Jesu – Auferstehung der Christen: Deutungen des Osterglaubens                                                                                   | 105      |
| Haag, Ernst (Hrsg.)                                                                   | Gott, der einzige: zur Entstehung des Monotheismus in Israel                                                                                                 | 104      |
| Bosshard, Stefan Niklaus (Verf.)                                                      | Erschafft die Welt sich selbst?: Die Selbstorganisation von Natur und Mensch aus naturwissenschaftlicher, philosophischer und theologischer Sicht            | 103      |
| Kertelge, Karl (Hrsg.)                                                                | Ethik im Neuen Testament | 102      |
| Breuning, Wilhelm; Drewermann, Eugen (Verf.)                                          | Trinität: aktuelle Perspektiven der Theologie | 101      |
| Fries, Heinrich; Rahner, Karl (Verf.)                                                 | Einigung der Kirchen – reale Möglichkeit | 100      |
| Rotter, Hans (Hrsg.)                                                                  | Heilsgeschichte und ethische Normen | 99       |
| Stolz, Walter; Waldenfels, Hans (Hrsg.)                                               | Christliche Grundlagen des Dialogs mit den Weltreligionen | 98       |
| Pesch, Otto Hermann (Verf.)                                                           | Gerechtfertigt aus Glauben: Luthers Frage an die Kirche | 97       |
| Haag, Ernst (Hrsg.)                                                                   | Gewalt und Gewaltlosigkeit im Alten Testament | 96       |
| Dautzenberg, Gerhard (Hrsg.)                                                          | Die Frau im Urchristentum | 95       |
| Schaeffler, Richard (Verf.)                                                           | Fähigkeit zur Erfahrung: zur transzendentalen Hermeneutik des Sprechens von Gott                                                                             | 94       |
| Kertelge, Karl (Hrsg.)                                                                | Mission im Neuen Testament | 93       |
| Petuchowski, Jakob Josef (Hrsg.)                                                      | Offenbarung im jüdischen und christlichen Glaubensverständnis                                                                                                | 92       |
| Kern, Walter (Hrsg.)                                                                  | Die Theologie und das Lehramt | 91       |
| Vorgrimler, Herbert (Verf.)                                                           | Hoffnung auf Vollendung: Aufriss der Eschatologie | 90       |
| Kertelge, Karl (Hrsg.)                                                                | Paulus in den neutestamentlichen Spätschriften: zur Paulusrezeption im Neuen Testament                                                                       | 89       |
| Feneberg, Wolfgang (Verf.)                                                            | Das Leben Jesu im Evangelium | 88       |
| Dautzenberg, Gerhard (Hrsg.)                                                          | Zur Geschichte des Urchristentums | 87       |
| Henrix, Hans Hermann (Hrsg.)                                                          | Jüdische Liturgie: Geschichte, Struktur, Wesen | 86       |
| Kasper, Walter (Hrsg.)                                                                | Gegenwart des Geistes: Aspekte der Pneumatologie | 85       |
| Hahn, Ferdinand; Kertelge, Karl; Schnackenburg, Rudolf (Verf.)                        | Einheit der Kirche: Grundlegung im Neuen Testament | 84       |
| Lotz, Johannes Baptist (Verf.)                                                        | Person und Freiheit: eine philosophische Untersuchung mit theologischen Ausblicken                                                                           | 83       |
| Schaeffler, Richard (Verf.)                                                           | Glaubensreflektion und Wissenschaftslehre: Thesen zur Wissenschaftstheorie und Wissenschaftsgeschichte der Theologie                                         | 82       |
| Bertsch, Ludwig (Hrsg.)                                                               | Kirchliche und nichtkirchliche Religiosität: pastoraltheologische Perspektiven zum Phänomen der Distanzierung von der Kirche                                 | 81       |
| Pesch, Rudolf (Verf.)                                                                 | Das Abendmahl und Jesu Todesverständnis | 80       |
| Kasper, Walter (Hrsg.)                                                                | Absolutheit des Christentums | 79       |
| Schillebeeckx, Edward (Verf.)                                                         | Die Auferstehung Jesu als Grund der Erlösung: Zwischenbericht über die Prolegomena zu einer Christologie                                                     | 78       |
| Schaeffler, Richard; Hünermann, Peter (Verf.)                                         | Ankunft Gottes und Handeln des Menschen: Thesen über Kult und Sakrament                                                                                      | 77       |
| Mußner, Franz (Verf.)                                                                 | Petrus und Paulus, Pole der Einheit: eine Hilfe für die Kirchen                                                                                              | 76       |
| Mußner, Franz (Verf.)                                                                 | Theologie der Freiheit nach Paulus | 75       |
| Kertelge, Karl (Hrsg.)                                                                | Der Tod Jesu: Deutungen im Neuen Testament | 74       |
| Klinger, Elmar (Hrsg.)                                                                | Christentum innerhalb und außerhalb der Kirche | 73       |
| Scheffczyk, Leo (Hrsg.)                                                               | Grundfragen der Christologie heute | 72       |
| Greshake, Gisbert; Lohfink, Gerhard (Verf.)                                           | Naherwartung, Auferstehung, Unsterblichkeit: Untersuchungen zur christlichen Eschatologie                                                                    | 71       |
| Lonergan, Bernard J. F. (Verf.)                                                       | Theologie im Pluralismus heutiger Kulturen | 67       |
| Hoffmann, Paul; Eid, Volker (Verf.)                                                   | Jesus von Nazareth und eine christliche Moral: sittliche Perspektiven der Verkündigung Jesu                                                                  | 66       |
| Rahner, Karl (Verf.)                                                                  | Vorfragen zu einem ökumenischen Amtsverständnis | 65       |
| Schupp, Franz (Verf.)                                                                 | Auf dem Weg zu einer kritischen Theologie | 64       |
| Kertelge, Karl (Hrsg.)                                                                | Rückfrage nach Jesus: zur Methodik und Bedeutung der Frage nach dem historischen Jesus                                                                       | 63       |
| Muschalek, Georg (Verf.)                                                              | Tat Gottes und Selbstverwirklichung des Menschen: Empfangen und Tätigsein als Fähigkeit christlichen Glaubens                                                | 62       |
| Scheffczyk, Leo (Hrsg.)                                                               | Erlösung und Emanzipation | 61       |
| Riesenhuber, Klaus (Verf.)                                                            | Maria: im theologischen Verständnis von Karl Barth und Karl Rahner                                                                                           | 60       |
| Hughes, John Jay (Mitwirkender)                                                       | Der priesterliche Dienst; Teil: 6., Zur Frage der anglikanischen Weihen: ein Modellfall festgefahrener Kontroverstheologie                                   | 59       |
| Herrmann, Horst (Verf.)                                                               | Ehe und Recht: Versuch einer kritischen Darstellung | 58       |
| Amstutz, Josef (Verf.)                                                                | Kirche der Völker: Skizze einer Theorie der Mission | 57       |
| Ratzinger; Joseph (Hrsg.)                                                             | Die Frage nach Gott | 56       |
| Rahner, Karl; Thüsing, Wilhelm (Verf.)                                                | Christologie, systematisch und exegetisch: Arbeitsgrundlagen für eine interdisziplinäre Vorlesung                                                            | 55       |
| Rahner, Karl (Hrsg.)                                                                  | Zum Problem Unfehlbarkeit: Antworten auf die Anfrage von Hans Küng                                                                                           | 54       |
| Lüthi, Kurt (Verf.)                                                                   | Theologie als Dialog mit der Welt von heute | 53       |
| Pesch, Rudolf (Verf.)                                                                 | Jesu ureigene Taten?: Ein Beitrag zur Wunderfrage | 52       |
| Welte, Bernhard (Hrsg.)                                                               | Zur Frühgeschichte der Christologie: Ihre biblischen Anfänge und die Lehrformel von Nikaia                                                                   | 51       |
| Vorgrimler, Herbert (Hrsg.)                                                           | Der priesterliche Dienst, Teil: 5., Amt und Ordination in ökumenischer Sicht                                                                                 | 50       |
| Hermann, Horst (Mitwirkender)                                                         | Der priesterliche Dienst, Teil: 4., Kirchenrechtliche Aspekte der heutigen Problematik                                                                       | 49       |
| Martin, Jochen (Mitwirkender)                                                         | Der priesterliche Dienst, Teil: 3., Die Genese des Amtspriestertums in der frühen Kirche                                                                     | 48       |
| Becker, Karl J. SJ (Mitwirkender)                                                     | Der priesterliche Dienst, Teil: 2., Wesen und Vollmachten des Priestertums nach dem Lehramt                                                                  | 47       |
| Deissler, Alfons; Schlier, Heinrich; Audet, Jean-Paul (Mitwirkende)                   | Der priesterliche Dienst, Teil: 1., Ursprung und Frühgeschichte                                                                                              | 46       |
| Casper, Bernhard; Hemmerle, Klaus; Hünermann, Peter (Verf.)                           | Theologie als Wissenschaft: Methodische Zugänge | 45       |
| Weger, Karl-Heinz; Rahner, Karl (Verf.)                                               | Theologie der Erbsünde | 44       |
| Schmucker, Josef (Verf.)                                                              | Das Problem der Kontingenz der Welt: Versuch einer positiven Aufarbeitung der Kritik Kants am kosmologischen Argument                                        | 43       |
| Meer, Haye van der (Verf.)                                                            | Priestertum der Frau?: Eine theologiegeschichtliche Untersuchung                                                                                             | 42       |
| Rahner, Karl (Verf.)                                                                  | Zur Reform des Theologiestudiums | 41       |
| Muschalek, Georg (Verf.)                                                              | Glaubensgewissheit in Freiheit | 40       |
| Ziegler, Josef Georg (Verf.)                                                          | Vom Gesetz zum Gewissen: Das Verhältnis von Gewissen und Gesetz und die Erneuerung der Kirche                                                                | 39       |
| Lehmann, Karl (Verf.)                                                                 | Auferweckt am dritten Tag nach der Schrift: Früheste Christologie, Bekenntnisbildung und Schriftauslegung im Lichte von 1 Kor. 15,3-5                        | 38       |
| Scharbert, Josef (Verf.)                                                              | Prolegomena eines Alttestamentlers zur Erbsündenlehre | 37       |
| Skoda, Franz (Verf.)                                                                  | Die sowjetrussische philosophische Religionskritik heute | 36       |
| Schmucker, Josef (Verf.)                                                              | Die primären Quellen des Gottesglaubens | 34       |
| Heislbetz, Josef (Verf.)                                                              | Theologische Gründe der nichtchristlichen Religionen | 33       |
| Riedlinger, Helmut (Verf.)                                                            | Geschichtlichkeit und Vollendung des Wissens Christi | 32       |
| Rahner, Karl; Häußling, Angelus Albert (Verf.)                                        | Die vielen Messen und das eine Opfer: Eine Untersuchung über die rechte Norm der Messhäufigkeit                                                              | 31       |
| Reiners, Hermann (Verf.)                                                              | Grundintention und sittliches Tun | 30       |
| Bouillard, Henri (Verf.)                                                              | Logik des Glaubens | 29       |
| Mußner, Franz (Verf.)                                                                 | Die johanneische Sehweise und die Frage nach dem historischen Jesus                                                                                          | 28       |
| Overhage, Paul (Verf.)                                                                | Die Evolution des Lebendigen. Die Kausalität | 26/27    |
| Rahner, Karl; Ratzinger Joseph (Verf.)                                                | Offenbarung und Überlieferung | 25       |
| Scharbert, Josef (Verf.)                                                              | Heilsmittler im Alten Testament und im Alten Orient | 23/24    |
| Schlette, Heinz Robert (Verf.)                                                        | Die Religionen als Thema der Theologie: Überlegungen zu einer Theologie der Religionen                                                                       | 22       |
| Overhage, Paul (Verf.)                                                                | Die Evolution des Lebendigen. Das Phänomen | 20/21    |
| Weber, Leonhard Maria (Verf.)                                                         | Mysterium magnum: Zur innerkirchlichen Diskussion um Ehe, Geschlecht und Jungfräulichkeit                                                                    | 19       |
| Geiselmann, Josef Rupert (Verf.)                                                      | Die Heilige Schrift und die Tradition: Zu den neueren Kontroversen über das Verhältnis der Heiligen Schrift zu den nichtgeschriebenen Traditionen            | 18       |
| Küng, Hans (Verf.)                                                                    | Strukturen der Kirche | 17       |
| Rahner, Karl; Vorgrimler Herbert (Hrsg.)                                              | Diaconia in Christo: Über die Erneuerung des Diakonates | 15/16    |
| Schnackenburg, Rudolf (Verf.)                                                         | Die Kirche im Neuen Testament: Ihre Wirklichkeit und theologisches Deutung, ihr Wesen und Geheimnis                                                          | 14       |
| Overhage, Paul; Rahner, Karl (Verf.)                                                  | Das Problem der Hominisation: Über den biologischen Ursprung des Menschen                                                                                    | 12/13    |
| Rahner, Karl (Verf.)                                                                  | Episkopat und Primat | 11       |
| Rahner, Karl (Verf.)                                                                  | Kirche und Sakramente | 10       |
| Malmberg, Felix (Verf.)                                                               | Über den Gottmenschen | 9        |
| Schlette, Heinz Robert (Verf.)                                                        | Kommunikation und Sakrament: Theologische Deutung der geistlichen Kommunion                                                                                  | 8        |
| Overhage, Paul (Verf.)                                                                | Um das Erscheinungsbild der ersten Menschen | 7        |
| Welte, Bernhard (Verf.)                                                               | Über das Böse: Eine thomistische Untersuchung | 6        |
| Rahner, Karl (Verf.)                                                                  | Das Dynamische in der Kirche | 5        |
| Rahner, Karl (Verf.)                                                                  | Visionen und Prophezeiungen | 4        |
| Schlier, Heinrich (Verf.)                                                             | Mächte und Gewalten im Neuen Testament | 3        |
| Rahner, Karl (Verf.)                                                                  | Zur Theologie des Todes: Mit einem Exkurs über das Martyrium                                                                                                 | 2        |
| Rahner, Karl (Verf.)                                                                  | Über die Schriftinspiration | 1        |